# 滋野井公時
滋野井 公時（しげのい きんとき）は、平安時代後期から鎌倉時代前期にかけての公卿。権大納言・滋野井実国の長男。官位は従二位・参議。滋野井家2代当主。

## 経歴
保元3年12月（1159年1月）僅か2歳にして従五位下に叙爵。仁安3年（1168年）従五位上に陞叙され、嘉応2年（1170年）侍従となる。
承安3年（1173年）正五位下に叙され、備中権介、右近衛少将、備中介を歴任し、安元3年（1177年）従四位下、治承5年（1181年）従四位上・備中権介に叙任。寿永2年（1183年）には正四位下に昇り、左近衛中将に任ぜられる。元暦2年（1185年）伊予守、文治4年（1188年）蔵人頭となる。文治5年（1189年）従三位・参議に叙任され公卿に列し、文治6年（1190年）備前権守、建久4年（1193年）正三位、建久6年（1195年）近江権守となるが同年4月に参議と中将を辞任。
建久9年（1198年）従二位となる。近江権守の任期が果てた後は散位となり、承元3年（1209年）に出家し、承久2年（1220年）4月23日に薨去。享年64。

## 官歴
※以下、『公卿補任』の記載による。
- 保元3年12月17日（1159年1月8日）：従五位下（御即位叙位。女御琮子給）
- 仁安3年（1168年）3月11日：従五位上（天皇自摂政閑院第遷幸内裏。本家賞。改名公輔）
- 嘉応2年（1170年）7月26日：侍従（十五人例始之）
- 承安3年（1173年）正月13日：正五位下（朝覲行幸賞。建春門院御給）、11月2日：復任侍従（母服解）
- 安元元年（1175年）正月22日：備中権介、12月8日：右近衛少将（御賀舞人賞。近衛次将及二八人例）
- 安元2年（1176年）正月30日：備中介
- 安元3年（1177年）正月24日：従四位下（右少将労。扱出叙位）
- 治承5年（1181年）正月5日：従四位上（臨時）、3月26日：備中権介
- 寿永2年（1183年）2月11日：復任（右少将備中権介。父中陰内）、2月21日：正四位下（朝覲行幸次。臨時。父服五旬中叙之）、12月21日（1184年2月4日）：左近衛中将
- 元暦2年（1185年）正月20日：伊予守
- 文治4年（1188年）10月14日：蔵人頭
- 文治5年（1189年）7月11日：参議従三位（右近衛如元）
- 文治6年（1190年）正月24日：備前権守
- 建久4年（1193年）11月11日：正三位（日吉行幸行事賞）
- 建久6年（1195年）2月2日：近江権守、4月7日：辞参議中将
- 建久9年（1198年）11月21日：従二位（大嘗会国司賞）
- 承元3年（1209年）8月19日：出家

## 系譜
- 父：滋野井実国
- 母：藤原家成の娘（?-1173[1]）
- 妻：藤原経房の娘
  - 長男：滋野井実宣（1177-1228）
- 生母不明の子女
  - 男子：滋野井実秋
  - 男子：滋野井実広
  - 女子：惟明親王妃